# Meredith Monroe
Pour les articles homonymes, voir Monroe.
Meredith Monroe, née le 30 décembre 1969 à Houston au Texas, est une actrice américaine.

## Biographie

### Enfance et formation
Meredith Monroe a grandi à Hinsdale, Illinois avec sa mère où elle fréquente le Hinsdale Central High School. Sa mère travaille pour Lucent Technologies tandis que son père est manager dans une compagnie d'informatique. Après le lycée, elle part pour New York et y entame une carrière dans le mannequinat.

### Carrière
Elle commence sa carrière d'actrice en 1996 en obtenant un petit rôle pour trois épisodes de Esprits rebelles. L'année suivante, elle obtient son premier grand rôle dans la série Dawson en tant que Andie McPhee, rôle qui sera le vrai début de sa carrière.
Son rôle le plus important depuis Dawson est celui d'Hayley Hotchner, la femme du chef de l'équipe Aaron Hotchner dans Esprits criminels, qui est tuée lors du 100e épisode de la série en 2009. En 2011 et 2015, elle est engagée pour jouer la mère de Lemon Breeland dans la série Hart of Dixie.
Elle joue aussi dans quelques téléfilms américains comme Un mari sur internet de Lifetime, un film sur une jeune femme qui fait une rencontre malheureuse sur Internet ou encore Dans la vie d'une autre dans lequel elle joue une jeune femme amnésique.
À l'été 2017, elle est annoncée pour jouer Carolyn Standall, la mère d'Alex Standall dans la saison 2 de 13 Reasons Why,.

### Vie privée
Elle est mariée à Steven Kavovit, directeur d'une agence pour jeunes talents.
Elle est bénévole pour l'association Lupus LA, qui vient en aide aux malades du lupus et à leurs familles.

## Filmographie

### Cinéma
- 1997 : Norville and Trudy : Trudy Kockenlocker
- 1997 : Strong Island Boys : La fille de la météo
- 1998 : Fallen Arches : Karissa
- 2002 : The Year That Trembled : Judy Woods
- 2002 : Minority Report : L'annonceuse du service public pré-crime
- 2002 : Full Ride : Amy Lear
- 2002 : New Best Friend : Hadley Ashton
- 2003 : Manhood : Clare
- 2004 : Shadow Man : Mrs. McKenna
- 2008 : bgFATLdy : Suzy Beacon
- 2009 : Wake : Phaedra
- 2011 : Transformers 3 : La Face cachée de la Lune : Femme de l'ingénieur
- 2016 : The Edge of Seventeen : Greer Bruner

### Télévision
- 1997 : Esprits rebelles (Dangerous Minds) (série télévisée) : Tracy Daiken
- 1997 : Jenny (série télévisée) : Brianna
- 1997 : La fille de l'équipe (en) (Hang Time) (série télévisée) : Jill
- 1997 : Promised Land (série télévisée) : Meredith Bix
- 1998 : Sunset Beach (série télévisée) : Rachel
- 1998 : Les 7 mercenaires (The Magnificent Seven) (série télévisée) : Claire Mosley
- 1998 : Players, les maîtres du jeu (série télévisée) : Sarah Nolan
- 1998-2003 : Dawson : Andréa 'Andie' McPhee (69 épisodes)
- 1999 : Cracker (série télévisée) : Devon Booker
- 2000 : La véritable histoire de Laura Ingalls (Beyond the Prairie: The True Story of Laura Ingalls Wilder) (téléfilm) : Laura Ingalls Wilder
- 2002 : Division d'élite (The Division) (série télévisée) : Jeanette/Carol Manning
- 2003 : Mister Sterling (série télévisée) : Olivia Haynes
- 2003 : 111 Gramercy Park (téléfilm) : Leah Karnegian
- 2003 : The One (téléfilm) : Gail Hollander
- 2004 : Le Monde de Joan (Joan of Arcadia) (série télévisée) : Michelle Turner
- 2004 : Les Experts : Miami (CSI: Miami) (série télévisée) : Claudia Sanders
- 2004 : Kevin Hill (série télévisée) : Kate Ross
- 2005 : Fathers and Sons (téléfilm) : Nora jeune
- 2005 : Dr House (House M.D.) (série télévisée) : Lola
- 2005 : Cold Case : Affaires classées (série télévisée) : Cindy Mulvaney '65
- 2005 : Du côté de chez Fran (Living with Fran) (série télévisée) : Beth
- 2005 à 2007, 2009 et 2013 : Esprits criminels (Criminal Minds) (série télévisée) : Haley Hotchner (16 épisodes)
- 2005 : Vampires 3 : La Dernière Éclipse du soleil (Vampires: The Turning) (téléfilm) : Amanda
- 2006 : Les Experts (CSI: Las Vegas) (série télévisée) : Sœur Bridget
- 2006 : Les Maîtres de l'horreur (série télévisée) : Celia Fuller
- 2006 : Dans la vie d'une autre (Not My Life) (téléfilm) : Alison Morgan
- 2007 : Bones (série télévisée) : Clarissa Bancroft
- 2007 : Preuve à l'appui (Crossing Jordan) (série télévisée) : Rebecca
- 2007 : Shark (série télévisée) : Nina Weber
- 2008 : Moonlight (série télévisée) : Cynthia
- 2008 : Californication (série télévisée) : Chloé Metz
- 2008 : Private Practice (série télévisée) : Leah
- 2009 : Une femme piégée (Nowhere to Hide) (téléfilm) : Sara Crane
- 2009 : Raising the Bar : Justice à Manhattan (série télévisée) : Prof. Doris Castillo
- 2009 : Mentalist (série télévisée) : Verona Westlake
- 2009 : La vallée des tempêtes (Tornado Valley) (téléfilm) : Liz McAdams
- 2010 : The Deep End (en) (série télévisée) : Molly Pierson
- 2010 : Psych : Enquêteur malgré lui (Psych) (série télévisée) : Catherine Bicks
- 2011 : Born bad : un tueur né (téléfilm) : Katherine Duncan
- 2010 : NCIS : Enquêtes spéciales : April Ferris (saison 8, épisode 6)
- 2011 : The Closer : L.A. enquêtes prioritaires : Tina Lynch, la mère d'Eric (saison 7, épisode 4)
- 2011 : Hawaii 5-0 : Trisha Joyner (saison 2, épisode 5)
- 2011 et 2015 : Hart of Dixie : Mrs. Breeland (3 épisodes)
- 2012 : Les experts : Manhattan : Mrs. Lewis
- 2012 : The Producer : Michelle Morgan
- 2013 : Liaison cachée (Secret Liaison) : Samantha Simms
- 2013 : Un mari sur internet (The Husband She Met Online) : Rachel Malemen
- 2013 : Drop Dead Diva (série télévisée) : Violet Harwood (saison 5, épisode 9)
- 2015 : NCIS : Los Angeles : Heidi (saison 6, épisode 6)
- 2015 : Castle : Elise Resner, la femme du pitbull (saison 7, épisode 19)
- 2018-2019 : 13 Reasons Why : Carolyn Standall (7 épisodes)
- 2019 : S.W.A.T. : Ainsley (saison 2, épisode 11)

## Voix françaises
En France, Meredith Monroe est principalement doublée par Barbara Delsol,.
| - Barbara Delsol dans : - Dawson (série télévisée) - La véritable histoire de Laura Ingalls (téléfilm) - New Best Friend - Les Experts : Miami (série télévisée) - Le Monde de Joan (série télévisée) - Vampires 3 : La Dernière Éclipse du soleil - Esprits criminels (série télévisée) - Dans la vie d'une autre (téléfilm) - Preuve à l'appui (série télévisée) - Bones (série télévisée) - Moonlight (série télévisée) - Californication (série télévisée) - Private Practice (série télévisée) - La Vallée des tempêtes (téléfilm) - Une femme piégée (téléfilm) - Psych : Enquêteur malgré lui (série télévisée) - NCIS : Enquêtes spéciales (série télévisée) - Hawaii 5-0 (série télévisée) - Born Bad : un tueur né (téléfilm) - Liaison cachée (téléfilm) - Un mari sur internet (téléfilm) - Castle (série télévisée) - S.W.A.T. (série télévisée) | Et aussi - Sylvie Jacob dans Sunset Beach (série télévisée) - Julie Turin dans Division d'élite (série télévisée) - Véronique Desmadryl dans Dr House (série télévisée) - Marie-Laure Dougnac dans Cold Case : Affaires Classées (série télévisée) - Caroline Victoria dans Les Experts (série télévisée) - Annie Kavarian dans 13 Reasons Why (série télévisée) |